# Scheiderfeld
Scheiderfeld ist ein Gehöft im Solinger Stadtteil Wald. Von dem Hof steht heute nur noch das Haupthaus, ein großes zweigeschossiges Fachwerkhaus, das unter Denkmalschutz steht und heute als Wohnhaus genutzt wird. Die zugehörigen Neben- und Gesindegebäude fielen in der Vergangenheit Straßenbauarbeiten zum Opfer.

## Geographie
Scheiderfeld liegt im Osten des Walder Ortskerns auf einer Anhöhe im Norden des Dültgenstals. Südlich verläuft der Lochbach, der durch das gleichnamige Tal fließt und bei Ohligs in die Itter mündet. Der Ort befindet sich im Kreuzungsbereich zwischen der Dültgenstaler Straße und der Liebermannstraße gegenüber dem Betriebsgelände der Technischen Betriebe Solingen. Südlich liegt neben dem Dültgenstal die Scheider Mühlesowie Büschberg. Im Südwesten befindet sich der evangelische Friedhof Wiedenkamper Straße sowie Mummenscheid. Nördlich liegen die Wohn- und Gewerbegebiete östlich des Walder Ortskerns und die Feuer- und Rettungswache III der Feuerwehr Solingen sowie der Walder Stadtpark. Im Osten von Scheiderfeld liegen Eigener Feld, Vogelsang und Eigener Berg.

## Etymologie
Das Walder Scheid oder Scheidt war ein Waldgelände im Grenzgebiet zum Kirchspiel Solingen. Es umfasste die Höfe Oben- und Untenscheidt, sowie Scheiderfeld, Mummenscheid, die Scheider Mühle und auch die Ortslage Scheiderirlen.:56f.Der Namensbestandteil Scheid ist ein in vielen Regionen vorkommender Flurname, siehe hierzu auch: -scheid. Seine Herkunft ist wahrscheinlich auf scheiden, Scheide = Grenze zurückzuführen. Neben einer Gemarkungsgrenze kann im Falle Scheiderfelds auch eine Wasserscheide gemeint sein.

## Geschichte
Ab dem Spätmittelalter bis in das 19. Jahrhundert war Scheid Titularort der Honschaft Scheid, ein unterer Verwaltungsbezirk des Kirchspiels Wald innerhalb des bergischen Amtes Solingen. Scheiderfeld gehörte von Beginn an dieser Honschaft an. Der Ort wurde bereits 1435/36 als Freigut erwähnt, also als Hof, der frei von Steuern und sonstigen Abgaben war. Im 17. Jahrhundert gehörte er der Familie Heußgen, die auch den Hof Henshaus besaß und 1683 eine Erbteilung vornahm. Scheiderfeld ist bei dieser und bei folgenden Erbverträgen immer als eigenständiger Hof erhalten geblieben. Im Jahre 1864 errichtete der Walder Schützenverein auf dem Scheiderfeld eine Schützenhalle. Diese befand sich in Höhe des heutigen Betriebsparkplatzes der Technischen Betriebe Solingen (Lage).
In dem Kartenwerk Topographia Ducatus Montani, Blatt Amt Solingen, von Erich Philipp Ploennies aus dem Jahr 1715 ist der Ort nicht verzeichnet. Die Topographische Aufnahme der Rheinlande von 1824 verzeichnet den Ort als Scheiderfeld und die Preußische Uraufnahme von 1844 als Scheiderfeld. In der Topographischen Karte des Regierungsbezirks Düsseldorf von 1871 ist der Ort ebenso als Scheiderfeld verzeichnet.
Nach Gründung der Mairien und späteren Bürgermeistereien Anfang des 19. Jahrhunderts gehörte Scheiderfeld zur Bürgermeisterei Wald, dort lag er in der Flur V. (Wald). 1815/16 lebten 19, im Jahr 1830 23 Menschen im als Weiler bezeichneten Scheiderfeld. 1832 war der Ort Teil der Zweiten Dorfhonschaft innerhalb der Bürgermeisterei Wald. Der nach der Statistik und Topographie des Regierungsbezirks Düsseldorf als Hofstadt kategorisierte Ort besaß zu dieser Zeit deri Wohnhäuser und ein landwirtschaftliches Gebäude. Zu dieser Zeit lebten 17 Einwohner im Ort, davon vier katholischen und 13 evangelischen Bekenntnisses. Die Gemeinde- und Gutbezirksstatistik der Rheinprovinz führt den Ort 1871 mit sechs Wohnhäusern und 40 Einwohnern auf. Im Gemeindelexikon für die Provinz Rheinland von 1888 werden für Scheiderfeld sieben Wohnhäuser mit 35 Einwohnern angegeben.
Mit der Städtevereinigung zu Groß-Solingen im Jahre 1929 wurde Scheiderfeld ein Ortsteil Solingens. In den 1960er Jahren wurde auf einer bisherigen Freifläche an der Ernst-Barlach-Straße am Scheiderfeld die Fuhrparkverwaltung der Stadt Solingen angesiedelt. Dort entstand unter anderem ein Werkstättenkomplex für die städtischen Kraftfahrzeuge. Auf dem Gelände entstanden in den folgenden Jahrzehnten weitere Neubauten für Lager- und Fahrzeughallen. Im Jahre 1995 wurden dort die Entsorgungsbetriebe Solingen gegründet, die 2012 in Technische Betriebe Solingen umbenannt wurden.
Seit dem Jahre 1984 steht das Haupthaus des Gehöfts, das Fachwerkhaus Liebermannstraße 52, 54 unter Denkmalschutz. Die zugehörigen Nebengebäude fielen Straßenbauarbeiten zum Opfer, unter anderem beim Ausbau der Kreuzung der Liebermannstraße mit der Dültgenstaler Straße Mitte der 1980er Jahre. Heute ist der Ortsname Scheiderfeld in Kartenwerken nicht mehr verzeichnet. Allerdings gibt es einen zweiten, diesmal Scheidter Feld geschriebenen Ort nördlich des Schlagbaums. Dieser Straßenname wurde bei der Erschließung des dortigen Gewerbegebiets in Anlehnung an die gleichlautende Flurbezeichnung aus der Urkarte von 1829 gewählt. Das dortige Scheidter Feld hat allerdings nichts mit dem Walder Gehöft gemein.